# Julián Coronel
Julián Rosa Coronel (* 23. Oktober 1958 in Asunción) ist ein ehemaliger paraguayischer Fußballspieler. Der Torwart nahm an der Fußball-Weltmeisterschaft 1986 teil und gewann auf Vereinsebene mit Olimpia die Copa Libertadores 1990.

## Karriere

### Verein
Julián Coronel begann seine Karriere in der Jugend bei Independiente FBC und machte dort seine ersten Profischritte. 1977 wechselte er zum Guaraní, wo er bis 1986 spielte. In der Saison 1984 wurde er mit dem Team als Stammtorwart paraguayischer Meister. 1986 zog es Coronel nach Chile zu Universidad Católica, wo er aber nur kurze Zeit blieb, ehe er zu Guaraní zurückkehrte. 1989 wechselte Coronel zu Ligakonkurrent Olimpia, mit dem ihm eine weitere nationale Meisterschaft gelang. Der größte Erfolg folgte bei der Copa Libertadores 1990, als das Team aus Asunción den Titel holte. Coronel war hinter Vereinslegende Ever Hugo Almeida zweiter Torwart und beendete 1991 seine Profikarriere.
Nach seiner aktiven Zeit im Fußball war er als Trainer bei Deportivo Recoleta aktiv. Dabei war er Torwart-, Jugend- und 2002 Interimstrainer.

### Nationalmannschaft
Coronel nahm 1979 mit der U20-Nationalmannschaft an der Weltmeisterschaft teil. In der A-Nationalmannschaft wurde er als dritter Torwart in den Kader für die Fußball-Weltmeisterschaft 1986 in Mexiko berufen. Paraguay kam als Gruppenzweiter ins Achtelfinale und schied dort gegen England aus. Coronel kam zu keinem Turniereinsatz. Sein einziges Länderspiel bestritt er im Februar 1991 beim Freundschaftsspiel gegen Brasilien.

## Erfolge
Guaraní
- Paraguayischer Meister: 1984

Universidad Católica
- Chilenischer Meister: 1987

Olimpia
- Paraguayischer Meister: 1989
- Copa-Libertadores-Sieger: 1990